# Jung Jae-eun
Jung Jae-eun, född 11 januari 1980, är en sydkoreansk taekwondoutövare och OS-mästare.